# Psychoda debilis
Psychoda debilis és una espècie d'insecte dípter pertanyent a la família dels psicòdids.

## Descripció
- La femella fa 0,57-0,65 mm de llargària a les antenes, mentre que les ales li mesuren 1,05-1,22 de longitud i 0,35-0,47 d'amplada.
- El mascle no ha estat encara descrit.[2]

## Distribució geogràfica
Es troba a Nova Guinea.